# PARK
PARK (пол. Programowalny Automat Rachunków Krakowianowych, вольный перевод — Программируемый автомат вычисления краковянов) — польская программируемая механико-релейная вычислительная машина, созданная в 1956 году (по другим данным — в 1957 году) Жераром Кудельским на базе кафедры геодезии Варшавской политехники. PARK считается одним из представителей так называемого «нулевого поколения» компьютеров, а также является первой вычислительной машиной, собранной в послевоенной Польше.
PARK состоял из механической машины для вычисления, дополненной релейной системой управления. Этот аппарат использовался исключительно для линейных вычислений над «краковянами» — особой разновидностью матриц, в которых действовали другие правила умножения. Активно применялся в горно-металлургической академии имени Станислава Сташица. По мнению Адама Эмпахера, PARK напоминал пишущую машинку, в которой устройства для чтения информации находились достаточно далеко. Аппарат не выглядел слишком эстетично и не отличался высокой скоростью действия, но справлялся со всеми задачами.
Дальнейшим развитием вычислительной машины PARK стало вычислительное устройство PARC (Przekaźnikowy Automat do Rachunków Cyfrowych), собранное уже в 1961 году.